# Pan e la ninfa
Pan e la ninfa è un dipinto a olio su tela (163,83x145,42 cm) di Dosso Dossi, databile al 1524 circa e conservato nel Getty Museum di Los Angeles.

## Descrizione e stile
L'opera è una complessa allegoria mitologica, con numerosi indizi ancora non completamente spiegati. In un luminoso paesaggio, vicino ad un albero di limoni, una fanciulla nuda sta dormendo su un letto di fiori coperti da un drappo blu scuro. Vicino ha un'anfora rovesciata e un libro parzialmente coperto dal drappo. Dietro di lei si avvicina una fanciulla di verde vestita con un drappo rosso sulle spalle gonfiato dal vento, e sta seduta una vecchia, che fa un gesto sollevando le mani come a invocare il silenzio, che non svegli la ragazza.
La donna addormentata potrebbe essere la ninfa Eco, amata da Pan. La donna anziana è forse Gea, mentre l'altra figura femminile, probabilmente una dea, è di interpretazione difficile, resa ancora più complicata dal fatto che Dosso l'aveva coperta estendendo il paesaggio, di modo che è stata ritrovata solo nell'Ottocento.
Dietro si trova Pan, con le gambe da caprone (è un satiro) e il flauto appoggiato vicino al tronco; egli è l'unica figura sicuramente identificabile nel dipinto. In alto, nel limpido cielo, un gruppo di cinque amorini sta scoccando le proprie frecce, ricordando quelli nel Trionfo di Galatea di Raffaello ma ricomposti con assoluta libertà.
Il paesaggio idilliaco, che sfuma in lontananza in toni azzurrini per effetto della foschia, è un omaggio a Giorgione, primo maestro del Dossi.
A parte l'interpretazione letteraria o mitologica, il dipinto spicca per la freschezza e ricchezza della composizione, la bellezza dei singoli soggetti (in particolare della fanciulla sdraiata, omaggio alle Venere dormiente di Giorgione), i colori smaglianti e la carica vitale delle figure.
Indizi indicano che il dipinto è stato tagliato di circa 15 centimetri sulla sinistra, magari per adattarlo alla forma di una cornice: in alto a sinistra infatti spunta il braccio di un sesto putto. Le radiografie inoltre hanno rivelato un uomo nascosto nella parte inferiore a sinistra del paesaggio e diversi pentimenti, tra cui un'armatura e una spada appesi all'albero, un violoncello vicino alla donna dallo scialle rosso e lo sguardo diretto verso il basso della donna anziana.